# Inland Steel Building
L'Inland Steel Building est un gratte-ciel situé au 30 W. Monroe Street dans le secteur communautaire du Loop à Chicago (Illinois, États-Unis). Il est l'œuvre des designers Bruce Graham et Walter Netsch du bureau d'architectes Skidmore, Owings & Merrill. La construction a commencé en 1956 et s'est achevée en 1957.
L'utilisation de l'habillage en acier inoxydable reflète la société qui a commandé le bâtiment dans son siège, l'Inland Steel Company.
La mise en place de toutes les colonnes structurelles sur le périmètre du bâtiment et la consolidation d'ascenseurs et d'autres fonctions de service dans une tour pour un design flexible intérieur sans colonnes intérieures. Cette conception est un bon exemple du principe largement répandu à l'époque, « la forme suit la fonction » (Louis Sullivan).
L'Inland Steel Building a été désigné Chicago Landmark par la ville de Chicago le 7 octobre 1998.